# Erich Zechlin
Erich Wilhelm Zechlin (* 26. Juni 1883 in Schivelbein, Hinterpommern; † 24. Oktober 1954 in Malmö, Schweden) war ein deutscher Diplomat und Archivar.

## Leben
Zechlin, Sohn des Studienrats Arthur Zechlin und Bruder Walter Zechlins, hatte in Halle, München und Berlin Geschichtswissenschaften studiert und wurde 1907 zum Dr. phil. promoviert. Im selben Jahr kam er als Volontär in das Geheime Staatsarchiv in Berlin. Während seines Studiums wurde er Mitglied beim Verein Deutscher Studenten Berlin. Anschließend war er in den Staatsarchiven von Danzig, Aurich und Posen tätig. 1916 wurde er Referent in der Verwaltung des Oberbefehlshabers Ost für politische Angelegenheiten. 1919 war er Sachverständiger der Deutschen Friedensdelegation in Versailles. 1920 wurde er ins Auswärtige Amt übernommen. Nachdem er 1924 zum Vortragenden Legationsrat ernannt worden war, wurde er 1928 als Generalkonsul in Leningrad eingesetzt. Vom 14. Februar 1933 bis Juni 1940 war er Gesandter in Kowno, Litauen, und danach in Helsinki, Finnland.
Nach Ende des Zweiten Weltkrieges wurde Zechlin 1945 in einem Sanatorium in Dresden von der sowjetischen Besatzungsmacht verhaftet, und zwar wegen des  Verdachts, während des Kriegs Russen zu Spionagediensten für Deutschland geworben zu haben. Wegen dieses Vorwurfs wurde er zu zehn Jahren Zwangsarbeit verurteilt und nach Mittelsibirien verbracht. Vor Abbüßung der Gesamtstrafzeit kehrte er 1953 nach Deutschland zurück.
Der schriftliche Nachlass Zechlins aus seiner diplomatischen Tätigkeit wird im Archiv des Auswärtigen Amts aufbewahrt.

## Schriften
- Lüneburg und seine Hospitäler im Mittelalter. 1907.
- Ostland – Jahrbuch für ostdeutsche Interessen. Band 1. Eulitz, Lissa 1912. Mit Beiträgen von Albert Dietrich, Otto Hoetzsch, Manfred Lauber, Dietrich Schäfer, Max Sering, Leo Wegener, Kurt Wiedenfeld und Erich Zechlin.
- Litauen und seine Probleme. In: Internationale Monatsschrift für Wissenschaft, Kunst und Technik. Band 10. 1. Dezember 1915.
- Die Bevölkerungs- und Grundbesitzverteilung im Zartum Polen. Berlin 1916.
- Polen. In: Gerhard Anschütz und Fritz Berolzheimer (Hrsg.): Handbuch der Politik. Band II: Der Weltkrieg. Berlin und Leipzig 1920, S. 325 ff.